# Videomusic
Videomusic war der erste 24-Stunden-Musiksender in Italien. Sendestart war am 2. April 1984, parallel zu ähnlichen Sendern wie Music Box aus London und musicbox aus München, die im gleichen Jahr entstanden. Das Sendezentrum von Videomusic befand sich im Hotelressort Il Ciocco auf dem Gebiet der italienischen Gemeinde Barga in der Provinz Lucca, Toskana. Das erste Musikvideo zum Sendestart war All Night Long (All Night) von Lionel Richie.
Der Sender wurde auf ehemaligen Frequenzen des Programms Elefante TV verbreitet und erlangte in Italien schnell Beliebtheit bei jungen Zuschauern und Musikfans. Das Programm bestand aus moderierten Sendungen mit Musikvideos internationaler und italienischer Herkunft. Es wurde die gesamte Bandbreite der damaligen Rock- und Popmusik abgedeckt. Zu bestimmten Uhrzeiten wurden auch nur Musikvideos nonstop gespielt. Mangels einer Satellitenfrequenz war Videomusic außerhalb von Italien jedoch kaum bekannt und wurde in Deutschland nicht ins Kabelnetz eingespeist.
Obwohl es ein italienischer Sender war, hatten mehrere Moderatoren („Videojockeys“ bzw. „VJs“) eine Herkunft aus dem englischsprachigen Raum. Zum Sendestart gab es vier Moderatoren:  Rick Hutton, Clive Griffiths, Johnny Parker und Tiziana Cappetti. Später kamen weitere dazu.

## Sendungen auf Videomusic
Eine Auswahl der zahlreichen Musiksendungen:
Hotline:
Eine werktägliche Sendung mit Live-Charakter am Nachmittag, mit wechselnden Moderatoren. Themen waren: Neuigkeiten aus der Musikszene, Musikwünsche, Zuschauerbriefe, Gewinnaktionen, Studiogäste und mehr.
On The Air:
Die Sendung war wie ein Radioprogramm aufgebaut – und ein Kuriosum in der Fernsehlandschaft. Zwischen den Musikvideos sprach ein Moderator, den die Zuschauer zwar hören, aber nicht sehen konnten.
Blue Night:
Eine Sendung rund um Kunst, Kultur und Zeitgeschichte in Zusammenhang mit Musikvideos. Wurde abends ausgestrahlt.
Heavy con Kleever:
Hardrock und Heavy Metal. Moderator Clive Griffiths verwandelte sich in die Kunstfigur Kleever, einem verrückten Rockfan mit langen Haaren im typischen Stil der 80er Jahre.
The Mix:
Unmoderierte Videos nonstop
Zeitweise übernahm Videomusic auch englischsprachige Musiksendungen von Sky Channel und von der Produktionsfirma Music Box Ltd. aus London.

## Eigentümer
Ursprüngliche Eigentümer des Senders waren Marialina Marcucci und Pier Luigi Stefani (VM's Managing Director). Der Marcucci-Familie gehörte auch das Hotelressort Il Ciocco, aus dem Videomusic sendete. 1995 war der Sender an die Cecchi Gori Group verkauft worden, die in den folgenden Jahren Videomusic als eigenständigen Sender einstellten und stattdessen ihr eigenes Programm TMC2 auf die Frequenzen schalteten. Bei TMC2 spielte die Musik weiterhin eine wichtige Rolle. Dabei wurde zeitweise das bekannte Videomusic-Logo eingeblendet, obwohl es den Sender nicht mehr gab.

## Entwicklung des Sender-Logos
Das erste und langjährige Logo von Videomusic lehnte sich stark an das Erkennungszeichen von MTV an, dessen Programm 1984 noch nicht in Europa verbreitet wurde. Das Logo bestand aus einem großen, grünen Buchstaben "M", mit quer darauf geschriebenen Zusatz "Video". Mitte der 1990er Jahre wurde das Logo modernisiert und die Ähnlichkeit zum MTV-Logo beseitigt. Seitdem bestand das Videomusic-Logo aus den beiden ineinander verschachtelten Buchstaben "V" und "M".

## Übernahme von Super Channel
Ab 1988 kam es zu einer engen Zusammenarbeit mit dem pan-europäischen Satellitenprogramm Super Channel. Die Marcucci-Gruppe kaufte die Mehrheit an dem Vollprogramm aus London, das 1987 ursprünglich aus dem Musiksender Music Box hervorgegangen war. Unter der Leitung von Marialina Marcucci wurde der Musikanteil auf Super Channel wieder erhöht, jedoch nicht mit Sendungen des bisherigen Produzenten Music Box Limited. Stattdessen wurden Sendungen von Videomusic als englische Ausgabe parallel für Super Channel produziert, darunter "Hotline" und "Blue Night". In der Sendung "Hotline" auf Super Channel war Antje Pieper als Co-Moderatorin dabei.

## Ehemalige Videomusic-Moderatoren
- Rick Hutton
- Clive Griffiths
- Johnny Parker
- Tiziana Cappetti
- Claudio De Tommasi
- Antonella Monetti
- Clare Ann Matz